# Autovía de acceso al Aeropuerto de Bilbao
La N-633 es una carretera nacional española que tiene una longitud aproximada de 2 km, sirve de acceso al Aeropuerto de Bilbao desde la BI-631. Está desdoblada en su totalidad, aunque no es una autovía; excepto en el tramo compartido con la BI-631

## Tramos
| Denominación | Tramo                                  | Año servicio | km  |
| ------------ | -------------------------------------- | ------------ | --- |
| N-633        | Aldekona BI-631 - aeropuerto de Bilbao | 1995         | 2,2 |

## Trazado

### Tramo único
| Velocidad | Esquema | Sentido Bilbao                                       | Sentido Aeropuerto | Carretera que enlaza |
| --------- | ------- | ---------------------------------------------------- | ------------------ | -------------------- |
|           |         |                                                      |                    |                      |
|           |         | Derio Lujua                                          | Derio Lujua        | BI-3707              |
|           |         | Munguía Baquio Bermeo Bilbao Santander San Sebastián |                    | BI-631               |

### Tramo compartido
| Velocidad | Esquema | Salida | Sentido Bilbao                 | Sentido Munguía                              | Carretera que enlaza |
| --------- | ------- | ------ | ------------------------------ | -------------------------------------------- | -------------------- |
|           |         | 11     |                                | Laukariz Munguía Bermeo Lujua                | BI-631               |
|           |         | 10     | Derio Sondica Zamudio          | Derio Sondica Zamudio                        | BI-737               |
|           |         | 9      | San Sebastián Bilbao Santander | Guecho Baracaldo Santander Zamudio Santander | BI-30                |